# I Drink Wine
Az I Drink Wine Adele angol énekes-dalszerző dala a 30 című negyedik stúdióalbumáról (2021). Adele a dalt a producerével, Greg Kurstinnel közösen írta. Az album hetedik számaként 2021. november 19-én vált elérhetővé, amikor a Columbia Records kiadta. Ez egy egyházi zenére emlékeztető ballada gospel hatásokkal, a hangszerelésben zongora és orgona is szerepel. A dal az egó elengedéséről szól, és Adele Simon Koneckitől való válását dolgozza fel, amely magában foglalja a házassága és élete állapotával kapcsolatos nehéz felismeréseket.
Az I Drink Wine általában pozitív kritikákat kapott a zenekritikusoktól, akik közül néhányan Adele egyik legjobb dalának és karrierje egyik csúcspontjának tartották. Az Egyesült Királyságban, Írországban, Izlandon, Új-Zélandon, Dél-Afrikában, Ausztráliában, Kanadában és Svédországban a Top 10-be került, és számos más országban is felkerült a slágerlistákra. Joe Talbot rendezte a dalhoz készült videóklipet, amelyben Adele egy folyón sodródik és egy erdőt fedez fel, miközben egy pohár bort iszik. Adele előadta a dalt televíziós különkiadásain és a 2022-es Brit Awards-on, ami pozitív fogadtatásban részesült. 2022. november 4-én az album harmadik kislemezeként került az olasz rádiók lejátszási listájára.

## Háttér
Adele 2018-ban kezdett el dolgozni negyedik stúdióalbumán. 2019 szeptemberében adta be a válókeresetet férjétől, Simon Koneckitől, ami az albumot ihlette. Adele terápiás kezeléseket vett igénybe, miután szorongásban szenvedett. A válást követő évek sokat gyötörték, különösen a fiára gyakorolt hatása miatt. Adele elhatározta, hogy rendszeresen beszélget vele, amit a terapeutája tanácsára fel is vett. Ezek a beszélgetések arra ösztönözték, hogy visszatérjen a stúdióba, és az album olyan alkotásként öltött formát, amely megmagyarázza a fiának, miért hagyta el az apját. Adele 2021. október 14-én adta ki az Easy on Me című dalt a 30 című album első kislemezeként.
Adele az I Drink Wine című dalt annak producerével, Greg Kurstinnel közösen írta, aki harmadik stúdióalbumának, a 25-nek (2015) három dalának – a Hello, a Million Years Ago és a Water Under the Bridge – producere volt. Az I Drink Wine című dalt Elton John és Bernie Taupin munkásságára emlékeztetőnek látta, és magának és egy barátjának írta egy olyan időszakban, amikor túlságosan magára vette a dolgokat. Dalszövege Adele kísérlete volt arra, hogy megmagyarázza, miért kell felnőtté válnia ahhoz, hogy elérhetőbbé váljon a barátságukban. Első versszakát egy érzelmes, hatórás beszélgetés ihlette, amelyet James Cordennel folytatott, miközben hazatért egy közös családi kirándulásról, és amelyben a férfi kifejezte, hogy „a munka, az internet és az összes ilyen dolog” elhatalmasodott rajta. Az eredetileg 15 perces dal a kiadója kérésére lerövidült: „Figyelj, mindenki szeret téged, de senki sem játszik 15 perces dalt a rádióban.” Adele a végső változatba belefoglalt egy felvételt a bizonytalanság pillanatairól és egy beszélgetést a lelkiismeret-furdalásáról és az emlékezéshez való viszonyáról, amit egy másik barátja javasolt neki, hogy rögzítse.
Adele 2021. november 1-jén jelentette be az album tracklistáját, amely hetedik számként az I Drink Wine című dalt tartalmazta. A közzétételt követően a dal nagy figyelmet kapott az interneten, és népszerűvé vált a Twitteren, mivel a rajongók azt találgatták, hogy ez az a szám, amelyre Adele egy korábbi, a brit Vogue-nak adott interjújában utalt: „Ó, ez a pusztítás, Ez az, ahogy elmegyek és berúgok egy bárban. Alkoholt iszom. Vitákat kezdek, ha alkoholt iszom. A borommal elbírok, öt üveg bort is meg tudok inni, és normálisan tudok beszélgetni”. A Variety munkatársa, Chris Willman úgy kommentálta, hogy ez „az a szám, amelyről az Adele-aholisták már eldöntötték, hogy a kedvencük; ezzel a címmel még csak meg sem kell hallgatniuk. Nem lesz csalódás”.
Adele elárulta, hogy három dal volt versenyben az első kislemezként való megjelenésért, köztük egy, amelyet úgy jellemzett, hogy „nagyon '70-es évekbeli, zongorás, énekes-dalszerzős, egy egész zenekarral, de nagyon Carpenters-hatású, nagyon Elton”. A Rolling Stone 2021 novemberében jelentette be, hogy az I Drink Wine a 30 második kislemezeként jelenik meg. A dal digitálisan letölthetővé vált a november 19-én megjelent 30-ról. Helyette végül az Oh My God-ot választották második kislemezként. 2022 októberében a Billboard arról számolt be, hogy az I Drink Wine című dalt az album harmadik kislemezeként fogják népszerűsíteni. A dalt 2022. november 4-én küldték el Olaszországban rádiós sugárzásra.

## Kompozíció és dalszöveg
Az I Drink Wine 6 perc és 16 másodperc hosszú. Kurstin volt a dal producere és hangmérnöke. Játszik rajta basszusgitáron, mellotronon, zongorán, Hammond-orgonán, ütőhangszereken, orchestronon és Rhodeson, David Campbell pedig a vonósokon. Randy Merrill maszterelte, Matt Scatchell és Tom Elmhirst keverte, Steve Churchyard, Alex Pasco és Julian Burg pedig hangmérnökként dolgozott.
Az I Drink Wine egy ballada gospel hatásokkal, déli soul zongorával és orgona hangszereléssel. Jon Pareles, a The New York Times munkatársa „egyházinak”, Jillian Mapes, a Pitchfork munkatársa pedig „vidd el a templomba a chardonnay-t” kifejezéssel illette a dalt. Adele „lágy, magánhangzókat nyújtó énekhanggal” adja elő a dalt. Miközben az „I’m trying to keep climbing up” szöveget énekli, hangja egy felfelé ívelő arpeggióban emelkedik. Adele hangja a dal refrénjében felerősödik, és a mély hangokban egy csipetnyi rekedtséggel tetőzik. A dalban „felfelé örvénylő zongora és bársonyos énekhang” hallható a The Independent munkatársa, Annabel Nugent szerint. Az I Drink Wine a tetőpontja felé egy introspektív hangjegyzetet tartalmaz. A kritikusok John munkásságához hasonlították a dalt; Mapes így jellemezte: „Elton John stílusú kocsmai éneklés, erős gospeles beütéssel és egy introspektív hangjegyzettel a végén”. A The Guardian írója, Alexis Petridis szerint Carole Kingre emlékeztetett, a Clash-es Robin Murray pedig a Tom Waits által az 1970-es években rögzített balladákhoz hasonlította.
Az I Drink Wine szövege az egó elengedéséről szól. Adele a dalban közvetlenül a Koneckitől való elválásáról beszél. A nyitó versszakban visszaemlékszik a gyerekkorára, és elgondolkodik azon, hogyan távolodott el egyre jobban önmagától. Az I Drink Wine dalszövege ellentétes fogalmakat tárgyal, benne néhány humoros sorral és azzal, hogy Adele kemény kérdéseket tesz fel magának. Bevallja, hogy sokat sír, és nehéz felismerésekre jut a házasságával és az életével kapcsolatban. Adele azzal zárja a dalt, hogy békét és boldogságot kíván exének, de fenntartja, hogy a tőle való elválás a legjobb döntés volt: „Néha a kevésbé járt utat a legjobb hátrahagyni”. Willman úgy jellemezte, hogy egy „házassági játszma utáni összefoglaló”, Neil McCormick, a The Daily Telegraph munkatársa pedig „egy házassági tanácsadóval folytatott áttörő ülés leírásához” hasonlította.

## A kritikusok értékelései
Az I Drink Wine általában pozitív kritikákat kapott a zenekritikusoktól. Rob Sheffield a Rolling Stone-tól a dalt Adele „karrierjének csúcspontjának” nevezte: „Micsoda dal – az egyik legambiciózusabb teljesítmény, amire valaha is vállalkozott”. Szintén a Rolling Stone-tól Brittany Spanos úgy nyilatkozott, hogy ez az egyik legjobb dal a már-már legendás karrierjében: „egy gyönyörű ballada, amelyben a pop istenség leszáll a Földre”. A magazin az I Drink Wine-t Adele harmadik legjobb dalaként és 2021 tizedik legjobb dalaként sorolta be, ausztrál kiadásában pedig a kilencedik helyen szerepelt. Pareles kijelentette, hogy Adele az érzelmeit koncentrációval párosította a dalban. David Cobbald, a The Line of Best Fit munkatársa úgy vélte, hogy ez a dal érettebb, mint a korábbi munkái, a gospel ihlette hangzása fölött az építő optimizmus érzésével.
Gabrielle Sanchez a The A.V. Clubtól úgy vélte, hogy Adele sikeresen kibővítette hangzását az I Drink Wine című dallal, amelyben „vadul” énekel, és a végső refrénben tisztító hatású megkönnyebbülést hoz. Willman a dal zongora hangszerelését vidámabbnak, „édesnek és gospelesnek” ítélte, mint az Easy on Me-t. McCormick szerint a zongora és az orgona ironikusan vidám kísérője volt a komor szövegnek. Eric Mason, a Slant Magazine munkatársa úgy vélte, hogy az I Drink Wine túlságosan hosszú és a poprádióba nem való. Bár El Hunt az NME-től úgy érezte, hogy a dal címe és gospeles hatásai ígéretesek, arra a következtetésre jutott, hogy „a giccses hangzású ütőhangszerek Savvy B The Musicalé változtatják”.
Kyle Mullin, az Exclaim! munkatársa úgy vélte, hogy az I Drink Wine szövege tömören közvetíti a páratlan sikerének magányosságát. Murray pozitívan értékelte a dalszövegeket, és úgy jellemezte őket, mint egy pillantást a Los Angeles-i élet távolságtartó voltára, ahol „még a legegyszerűbb úton is dugóba kerülhetsz – érzelmileg vagy más módon”. Mapes szerint a dalszöveg hemzsegett a kliséktől, de nagyrészt csapongó és földhözragadt volt, és nem bánná, ha a zenei stílusa a 27 idegen igen jövőbeli remake-jének hanganyagaként szolgálna. A Los Angeles Timesnak írva Mikael Wood úgy vélte, hogy az I Drink Wine nem tudja hozni azt a fergeteges „millenniumi vallomást”, amit a címe ígért. Graeme Marsh a MusicOMH-nak írva úgy vélte, hogy a dal szövege tömegvonzerőt sugall, de nem sok mást, és egy „standard Adele-számként” értékelte a dalt.

## Kereskedelmi teljesítmény
Az I Drink Wine a 2021. november 26-án kiadott brit kislemezlistán negyedik helyén debütált, és platina minősítést kapott a Brit Hanglemezgyártók Szövetségétől. A dal az amerikai Billboard Hot 100-as listán a 18. helyen szerepelt, és az Amerikai Hanglemezgyártók Szövetsége arany minősítést adott neki. A Canadian Hot 100-as listán a 10. helyen végzett. Ausztráliában az I Drink Wine a 10. helyig jutott, és arany minősítést kapott az Australian Recording Industry Association-től. A dal Új-Zélandon a hetedik helyen szerepelt a listán.
A Billboard Global 200-as listáján az I Drink Wine a 10. helyen végzett. A dal Írországban az ötödik, Izlandon a hetedik, Dél-Afrikában a nyolcadik, Svédországban a 10., Norvégiában a 18., Hollandiában a 30., Dániában a 34., Portugáliában a 36., Szlovákiában a 48., Csehországban az 55., Franciaországban és Olaszországban a 81., Spanyolországban a 95., Horvátországban a 96. helyet érte el a nemzeti slágerlistákon. Brazíliában platina minősítést kapott.

## Videóklip
Joe Talbot rendezte az I Drink Wine című dalhoz készült videóklipet. Adele 2021 decemberében szerepelt a NikkieTutorials promóciós videójában, ahol „rohadt viccesnek” nevezte, és hozzátette, hogy „ez a legcampesebb dolog, amit valaha láttál, és úgy érzem, hogy jövőre talán mindenki Halloween-jelmezbe öltözik emiatt”. 2022. október 25-én megosztott egy nyolc másodperces teasert a videóból, amelyben valaki zongorázik egy hídon, miközben ő egy csónakon sodródik alatta, és bejelentette, hogy a videó másnap fog megjelenni. A premier a „Happy Hour with Adele” nevű eseményen volt West Hollywoodban, ahol Adele egy rajongói csoportot látott vendégül.
A videó egy régi, hollywoodi ihletésű címlap megjelenítésével kezdődik. Az arany Valentino-ruhába öltözött Adele, egy pár felé grimaszol, miközben sodródik a vizen, megtölti a poharát borral, és eldobja az üres üveget. Közeledik egy csapat halászhoz, köztük Kendrick Sampsonhoz, aki megpróbál imponál neki, és körbeforgatja. Adele visszautasítja őt, és az őt kísérő szinkronúszók elhúzzák őt. Az énekesnő egy erdőt fedez fel, és a videó azzal zárul, hogy a kamera félrehúzódik, hogy felfedje a videó díszletét, mielőtt Adele egy medencében úszkál virágok között. Justin Curto, a Vulture munkatársa szerint Adele „a legjobb formáját hozta a videóban”, és „elbűvölően nézett ki”. A videót 2023-ban jelölték az MTV Video Music Award Legjobb operatőri munkájáért járó díjra.

## Élő előadások
Adele élőben először a CBS Adele One Night Only (2021) című különkiadása során adta elő a dalt. A dalt újra előadta az ITV An Audience with Adele (2021) című különkiadásán. 2022. február 8-án Adele egy lime-zöld Valentino ruhában énekelte el a Brit Awards 2022-es díjátadóján. Az aranyfüggöny előtt egy négytagú zenekar és három háttérénekesnő kísérte. Jem Aswad, a Variety munkatársa megjegyezte, hogy „tökéletes volt, intenzív, ahol kellett, ujjal mutogatós hangsúlyozással és dacos grimasszal a ’Miért kérek jóváhagyást olyan emberektől, akiket nem is ismerek?’ soroknál”. Tomás Mier, a Rolling Stone munkatársa elképesztő előadásnak nevezte az produkciót, és úgy vélte, Adele minden hangot tökéletesen eltalált, és lenyűgözően nézett ki. Heran Mamo a Billboardtól úgy fogalmazott, hogy a zongora tetején „mintha a trónja lenne”, és a háttértáncosai, akik a fekete, csillogó ruhákat kiegészítették, felemelték. Az I Drink Wine című dalt a 2022. július 1-jén és 2-án tartott British Summer Time koncertjein is előadta, valamint felkerült a Weekends with Adele című Las Vegas-i rezidencia-koncertjének setlistjére is. Adele újra előadta a dalt Cordennel az utolsó Carpool Karaoke epizódban, amelynek során elérzékenyültek, és megvitatták a rá gyakorolt hatását.

## Közreműködők
Közreműködők listája a 30 albumfüzete alapján.
- Greg Kurstin – producer, dalszerző, hangmérnök, basszus, zongora, mellotron, Hammond orgona, ütőshangszerek, orchestron, Rhodes
- Adele – vokál, dalszerző
- David Campbell – vonós hangszerek
- Randy Merrill – maszterelés
- Matt Scatchell – hangkeverés
- Tom Elmhirst – hangkeverés
- Steve Churchyard – hangmérnök
- Alex Pasco – hangmérnök
- Julian Burg – hangmérnök

## Helyezések
| Lista (2021–2022)                     | Legjobb helyezés |
| ------------------------------------- | ---------------- |
| Ausztrália (ARIA)                     | 10               |
| Kanada (Canadian Hot 100)             | 10               |
| Horvátország (HRT)                    | 96               |
| Csehország (Singles Digitál Top 100)  | 55               |
| Dánia (Tracklisten Top 40)            | 34               |
| Franciaország (Single Top 100)        | 81               |
| Global 200 (Billboard)                | 10               |
| Izland (Plötutíðindi)                 | 7                |
| Írország (IRMA)                       | 5                |
| Olaszország (FIMI)                    | 81               |
| Hollandia (Single Top 100)            | 30               |
| Új-Zéland (Recorded Music NZ)         | 7                |
| Norvégia (VG-lista)                   | 18               |
| Portugália (AFP Top 100 Singles)      | 36               |
| Szlovákia (Singles Digitál Top 100)   | 48               |
| Dél-Afrika (RISA)                     | 8                |
| Spanyolország (PROMUSICAE)            | 95               |
| Svédország (Sverigetopplistan)        | 10               |
| Egyesült Királyság (UK Singles Chart) | 4                |
| US Billboard Hot 100                  | 18               |

## Minősítések és eladási adatok
| Régió                                                            | Minősítés | Eladott példányszám |
| ---------------------------------------------------------------- | --------- | ------------------- |
| Ausztrália (ARIA)                                                | arany     | 35 000‡             |
| Brazília (Pro-Música Brasil)                                     | platina   | 40 000‡             |
| Egyesült Királyság (BPI)                                         | platina   | 600 000‡            |
| Egyesült Államok (RIAA)                                          | arany     | 500 000‡            |
| ‡ Eladási+streaming példányszámok kizárólag a minősítés alapján. |           |                     |

## Megjelenési történet
| Régió       | Dátum             | Formátum(ok)      | Kiadó(k) | For.   |
| ----------- | ----------------- | ----------------- | -------- | ------ |
| Olaszország | 2022. november 4. | Rádiós megjelenés | Sony     | [ 24 ] |

## Fordítás
Ez a szócikk részben vagy egészben  az   I Drink Wine című angol Wikipédia-szócikk fordításán alapul.  Az eredeti cikk szerkesztőit annak laptörténete sorolja fel. Ez a jelzés csupán a megfogalmazás eredetét és a szerzői jogokat jelzi, nem szolgál a cikkben szereplő információk forrásmegjelöléseként.

## Forrás
1. ↑  Braidwood, Ella: Everything we know so far about Adele's new album. NME , 2020. február 10. [2018. november 30-i dátummal az eredetiből archiválva]. (Hozzáférés: 2018. december 1.)
2. ↑  „Adele files for divorce from husband Simon Konecki”, BBC News, 2019. szeptember 13.. [2019. szeptember 13-i dátummal az eredetiből archiválva] (Hozzáférés: 2022. április 12.)
3. 1 2 3 4  Aguirre, Abby: Adele on the Other Side (amerikai angol nyelven). Vogue , 2021. október 7. [2021. október 7-i dátummal az eredetiből archiválva]. (Hozzáférés: 2021. október 8.)
4. ↑  O'Connor, Roisin: Adele voicenotes reveal emotional discussions of divorce with her son, Angelo. The Independent , 2021. november 19. [2021. november 19-i dátummal az eredetiből archiválva]. (Hozzáférés: 2021. december 25.)
5. 1 2  Iasimone, Ashley: Adele Considered Three 'Very Different' Options Before Releasing 'Easy on Me' as New Single. Billboard, 2021. október 17. [2021. november 17-i dátummal az eredetiből archiválva]. (Hozzáférés: 2022. július 4.)
6. 1 2 3  (2021) Album jegyzetek for 30.
7. ↑  (2015) Album jegyzetek for 25.
8. 1 2 3  Spanos, Brittany: Adele's Incredible 'I Drink Wine' Was Originally 15 Minutes Long. Rolling Stone, 2021. november 19. [2021. november 19-i dátummal az eredetiből archiválva]. (Hozzáférés: 2022. január 22.)
9. 1 2 3 4  Spanos, Brittany: Adele: 'It Fucking Devastated Me'. Rolling Stone, 2021. november 11. [2021. november 11-i dátummal az eredetiből archiválva]. (Hozzáférés: 2022. március 10.)
10. 1 2  Dailey, Hannah: Adele Reveals the Song She Wrote For James Corden in Emotional Final 'Carpool Karaoke'. Billboard, 2023. április 24. (Hozzáférés: 2023. április 25.)
11. ↑  Wikes, Emma: Adele reveals 'I Drink Wine' was partly inspired by conversation with James Corden. NME , 2023. április 24. (Hozzáférés: 2023. április 25.)
12. ↑  Adele joins James Corden for last ever Carpool Karaoke. BBC News, 2023. április 24. (Hozzáférés: 2023. április 25.)
13. ↑  Paine, Andre: Adele says Hello to Columbia Records UK, 30 album confirmed for November 19. Music Week , 2021. október 13. [2021. október 13-i dátummal az eredetiből archiválva]. (Hozzáférés: 2021. október 13.)
14. ↑  Earl, William: Adele's '30' Tracklist Revealed, Featuring the Amazingly Titled 'I Drink Wine' (amerikai angol nyelven). Variety , 2021. november 1. [2021. november 11-i dátummal az eredetiből archiválva]. (Hozzáférés: 2021. november 2.)
15. 1 2  Kaplan, Ilana: Adele's 30 Is Much More Than a Divorce Album – It's a Hard-Won Journey to Self-Love. Consequence , 2021. november 17. [2022. január 30-i dátummal az eredetiből archiválva]. (Hozzáférés: 2022. július 2.)
16. 1 2  Wood, Mikael: Review: There are many heirs to her throne, but Adele is still queen of the ugly-cry ballad (amerikai angol nyelven). Los Angeles Times , 2021. november 17. [2021. november 17-i dátummal az eredetiből archiválva]. (Hozzáférés: 2021. november 17.)
17. ↑  Martinez, Jose: Adele Shared the Tracklist for '30' and Fans Are Already Gravitating Toward One Song in Particular. Complex , 2021. november 2. [2022. augusztus 6-i dátummal az eredetiből archiválva]. (Hozzáférés: 2022. augusztus 6.)
18. ↑  Adele reveals tracklist for comeback album, including song titled 'I Drink Wine'. The Guardian , 2021. november 2. [2022. augusztus 6-i dátummal az eredetiből archiválva]. (Hozzáférés: 2022. augusztus 6.)
19. 1 2 3  Willman, Chris: Adele's '30' Is Her Emotionally Rawest, Riskiest and Best Record. Variety , 2021. november 16. [2022. április 19-i dátummal az eredetiből archiválva]. (Hozzáférés: 2022. július 2.)
20. ↑  Griffiths, George: Adele confirms I Drink Wine is the next single from new album 30'. Official Charts Company, 2021. november 19. [2021. november 11-i dátummal az eredetiből archiválva]. (Hozzáférés: 2022. március 22.)
21. 1 2  'I Drink Wine' by Adele. Apple Music (US). [2021. december 27-i dátummal az eredetiből archiválva]. (Hozzáférés: 2022. július 2.)
22. ↑  Murphy, J. Kim: Watch Multiple Adeles – and Dancers and Acrobats – in Surreal New Video for 'Oh My God'. Variety , 2022. január 12. [2022. június 11-i dátummal az eredetiből archiválva]. (Hozzáférés: 2022. július 2.)
23. ↑  Rowley, Glenn: Adele Pours Out the Rose in Cheeky 'I Drink Wine' Music Video. Billboard, 2022. október 26. (Hozzáférés: 2022. október 31.)
24. 1 2  Sisti, Sara: Adele 'I Drink Wine' (olasz nyelven). Radio Airplay SRL. (Hozzáférés: 2022. október 31.)
25. 1 2  Yeung, Neil Z.: '30 – Adele. AllMusic. [2021. november 19-i dátummal az eredetiből archiválva]. (Hozzáférés: 2021. november 19.)
26. 1 2 3 4  McCormick, Neil. „Adele, 30, review: fiercely honest and shockingly raw, this is her best album yet”, The Daily Telegraph , 2021. november 17.. [2022. január 12-i dátummal az eredetiből archiválva] (Hozzáférés: 2021. november 17.)
27. 1 2 3 4  Pareles, Jon: Adele Has a Lot of Big Feelings on '30'. The New York Times , 2021. november 17. [2022. március 17-i dátummal az eredetiből archiválva]. (Hozzáférés: 2022. július 2.)
28. 1 2 3 4 5  Mapes, Jillian: Adele: 30 Album Review. Pitchfork , 2021. november 22. [2021. november 24-i dátummal az eredetiből archiválva]. (Hozzáférés: 2021. november 22.)
29. 1 2  Mullin, Kyle: Adele Pushes Her Songcraft to Even Grander Heights on '30'. Exclaim! , 2021. november 22. [2022. június 7-i dátummal az eredetiből archiválva]. (Hozzáférés: 2022. július 2.)
30. ↑  Nugent, Annabel: Adele review, 30: Patron saint of heartbreak licks her wounds in a divorce album that takes risks. The Independent , 2021. november 19. [2021. december 3-i dátummal az eredetiből archiválva]. (Hozzáférés: 2022. július 2.)
31. ↑  Olivier, Bobby: Adele Wonders What's Next On Powerful 30'. Spin , 2021. november 19. [2022. május 28-i dátummal az eredetiből archiválva]. (Hozzáférés: 2022. július 2.)
32. ↑  Petridis, Alexis: Adele: 30 review – the defining voice of heartbreak returns. The Guardian , 2021. november 17. [2021. november 19-i dátummal az eredetiből archiválva]. (Hozzáférés: 2021. november 17.)
33. 1 2  Murray, Robin: Adele – 30'. Clash , 2021. november 17. [2021. november 23-i dátummal az eredetiből archiválva]. (Hozzáférés: 2022. július 2.)
34. 1 2 3  Sheffield, Rob: '30' Is the Best Adele Album Yet. Rolling Stone, 2021. november 16. [2021. november 17-i dátummal az eredetiből archiválva]. (Hozzáférés: 2021. november 19.)
35. ↑  Spanos, Brittany: Every Adele Song, Ranked. Rolling Stone, 2021. december 9. [2021. december 11-i dátummal az eredetiből archiválva]. (Hozzáférés: 2022. július 12.)
36. ↑  The 50 Best Songs of 2021. Rolling Stone, 2021. december 6. [2021. december 28-i dátummal az eredetiből archiválva]. (Hozzáférés: 2022. július 7.)
37. ↑  The 50 Best Songs of 2021. Rolling Stone Australia , 2021. december 7. [2022. július 7-i dátummal az eredetiből archiválva]. (Hozzáférés: 2022. július 7.)
38. ↑  Cobbald, David: Adele's 30 takes a bold leap into the unknown. The Line of Best Fit , 2021. november 17. [2021. november 18-i dátummal az eredetiből archiválva]. (Hozzáférés: 2022. július 2.)
39. ↑  Sanchez, Gabrielle: Adele reaches new heights on 30, her best album to date. The A.V. Club , 2021. november 23. [2022. május 31-i dátummal az eredetiből archiválva]. (Hozzáférés: 2022. július 2.)
40. ↑  Mason, Eric: With 30, Adele Expands Her Brand of Pop-Soul Into Ever More Expressive Terrain. Slant Magazine , 2021. november 19. [2021. december 4-i dátummal az eredetiből archiválva]. (Hozzáférés: 2022. július 2.)
41. ↑  Hunt, El: Adele – '30' album review: dependable pop titan finally mixes things up. NME , 2021. november 17. [2021. november 19-i dátummal az eredetiből archiválva]. (Hozzáférés: 2021. november 17.)
42. ↑  Marsh, Graeme: Adele – 30'. MusicOMH , 2021. november 23. [2022. január 27-i dátummal az eredetiből archiválva]. (Hozzáférés: 2022. július 2.)
43. 1 2  "Official Singles Chart Top 100". Official Charts Company.
44. 1 2  British single   certifications – Adele – I Drink Wine. Brit Hanglemezgyártók Szövetsége. (Hozzáférés: 2023. október 2.)
45. 1 2   "Adele Chart History (Hot 100)". Billboard.
46. 1 2  American single   certifications – Adele – I Drink Wine. Amerikai Hanglemezgyártók Szövetsége. (Hozzáférés: 2022. november 8.) Ha szükséges, kattints ide Advanced, kattints ide Format, válaszd ki Single,  kattints ide SEARCH.
47. 1 2   "Adele Chart History (Canadian Hot 100)". Billboard.
48. 1 2  "Australian-charts.com – Adele – I Drink Wine". ARIA Top 50 Singles.
49. 1 2  "Charts.org.nz – Adele – I Drink Wine". Top 40 Singles.
50. 1 2   "Adele Chart History (Global 200)". Billboard.
51. 1 2  "Official Irish Singles Chart Top 50". Official Charts Company.  (Hozzáférés ideje: 17 March 2022)
52. 1 2  Tónlistinn – Lög (izlandi nyelven). Plötutíðindi. [2021. november 29-i dátummal az eredetiből archiválva]. (Hozzáférés: 2022. szeptember 23.)
53. 1 2  Local & International Streaming Chart Top 100: Week 47. The Official South African Charts . Recording Industry of South Africa. [2021. december 2-i dátummal az eredetiből archiválva]. (Hozzáférés: 2022. december 6.)
54. 1 2  "Swedishcharts.com – Adele – I Drink Wine". Singles Top 60.
55. 1 2  "Norwegiancharts.com – Adele – I Drink Wine". VG-lista.
56. 1 2  "Dutchcharts.nl – Adele – I Drink Wine" (holland nyelven). Single Top 100.
57. 1 2  "Danishcharts.com – Adele – I Drink Wine". Tracklisten.
58. 1 2  "Portuguesecharts.com – Adele – I Drink Wine". AFP Top 100 Singles.
59. 1 2  ČNS IFPI. IFPI ČR. (Hozzáférés: 2022. november 17.)
60. 1 2  "ČNS IFPI" (cseh nyelven). Hitparáda – Digital Top 100 Oficiální. IFPI Czech Republic. Megjegyzés: a keresésnél válaszd ki a 202147 hetet!.
61. 1 2  "Lescharts.com – Adele – I Drink Wine" (francia nyelven). Les classement single.
62. 1 2  "Italiancharts.com – Adele – I Drink Wine". Top Digital Download.
63. 1 2  "Spanishcharts.com – Adele – I Drink Wine" Canciones Top 50.
64. 1 2  HRT Airplay Radio Chart No. 1055 - Issue Date: November 28th 2022. Hrvatska Radiotelevizija, 2022. november 29. (Hozzáférés: 2022. november 30.)
65. 1 2  Brazilian single   certifications – Adele – I Drink Wine (portugál nyelven). Pro-Música Brasil. (Hozzáférés: 2023. december 10.)
66. 1 2 3 4  DeSantis, Rachel: Adele Floats Through a Forest, Flirts with 'Insecure' Star Kendrick Sampson in 'I Drink Wine' Video. People , 2022. október 26. (Hozzáférés: 2022. október 26.)
67. ↑  Melendez, Miguel A.: Adele Reveals Which Celebrity Would Make Her Cry If They Ever Met – and He Sent Her Flowers! (amerikai angol nyelven). Entertainment Tonight , 2021. december 2. [2021. december 2-i dátummal az eredetiből archiválva]. (Hozzáférés: 2022. március 22.) „As for her 'I Drink Wine' music video, Adele revealed they filmed it a while agoSablon:Nbs...”
68. ↑  Major, Michael: Adele to Release 'I Drink Wine' Music Video Tomorrow. BroadwayWorld, 2022. október 25. (Hozzáférés: 2022. október 25.)
69. ↑  Aniftos, Rania: Adele's 'I Drink Wine' Video Is Coming Very, Very Soon. Billboard, 2022. október 25. (Hozzáférés: 2022. október 26.)
70. ↑  FitzPatrick, Hayley: Adele releases new 'I Drink Wine' music video. ABC News, 2022. október 26. (Hozzáférés: 2022. október 26.)
71. 1 2  Betancourt, Bianca: Adele Lounges in a River of Rosé in Her New 'I Drink Wine' Music Video. Harper's Bazaar, 2022. október 26. (Hozzáférés: 2022. október 26.)
72. 1 2  Madarang, Charisma: Adele Floats in Her Complex River of Thoughts in 'I Drink Wine' Video. Rolling Stone, 2022. október 26. (Hozzáférés: 2022. október 26.)
73. ↑  Curto, Justin: Cheers to Adele for Releasing the 'I Drink Wine' Music Video. Vulture , 2022. október 26. (Hozzáférés: 2022. október 26.)
74. ↑  Grein, Paul: Taylor Swift Is Top Nominee for 2023 MTV Video Music Awards (Complete List). Billboard, 2023. augusztus 8. (Hozzáférés: 2023. augusztus 10.)
75. ↑  Aswad, Jem: Adele Premieres Three New Songs on 'One Night Only' Special (amerikai angol nyelven). Variety , 2021. november 15. [2021. november 15-i dátummal az eredetiből archiválva]. (Hozzáférés: 2022. március 22.)
76. ↑  Adele. An Audience with Adele [Television special]. ITV.
77. ↑  Okwodu, Janelle: Adele Toasts to 'I Drink Wine' at the Brit Awards in Valentino Couture. Vogue , 2022. február 8. [2022. március 8-i dátummal az eredetiből archiválva]. (Hozzáférés: 2022. július 2.)
78. ↑  Ruiz, Matthew Ismael: Watch Adele Perform 'I Drink Wine' at Brit Awards 2022 (amerikai angol nyelven). Pitchfork , 2022. február 8. [2022. február 8-i dátummal az eredetiből archiválva]. (Hozzáférés: 2022. március 22.)
79. ↑  Aswad, Jem: Watch Adele Perform 'I Drink Wine' at the Brit Awards. Variety , 2022. február 8. [2022. március 9-i dátummal az eredetiből archiválva]. (Hozzáférés: 2022. július 2.)
80. ↑  Huff, Lauren: Adele performs 'I Drink Wine' and nearly sweeps the Brit Awards. Entertainment Weekly, 2022. február 8. [2022. március 20-i dátummal az eredetiből archiválva]. (Hozzáférés: 2022. július 2.)
81. ↑  Mier, Tomás: Adele Gives Golden Performance of 'I Drink Wine' as She Sweeps the Brit Awards. Rolling Stone, 2022. február 8. [2022. március 7-i dátummal az eredetiből archiválva]. (Hozzáférés: 2022. július 2.)
82. ↑  Mamo, Heran: Adele Shimmers With 'I Drink Wine' Performance at the 2022 Brit Awards. Billboard, 2022. február 8. [2022. március 8-i dátummal az eredetiből archiválva]. (Hozzáférés: 2022. július 2.)
83. ↑  Griffiths, George: Adele's BST at Hyde Park setlist in full: What songs did the superstar perform live in London?. Official Charts Company, 2022. július 3. [2022. július 31-i dátummal az eredetiből archiválva]. (Hozzáférés: 2022. augusztus 23.)
84. ↑  Atkinson, Katie: Inside Weekends With Adele: 7 Best Moments From Opening Night of Adele's Las Vegas Residency. Billboard, 2022. november 19. (Hozzáférés: 2022. november 19.)
85. ↑  Richards, Will: Watch Adele begin long-awaited Las Vegas residency: 'Thank you for coming back to me'. NME , 2022. november 19. (Hozzáférés: 2022. november 19.)
86. ↑  Ushe, Naledi: Adele, James Corden get emotional as she surprises 'Carpool Karaoke' host for final episode. USA Today , 2023. április 24. (Hozzáférés: 2023. április 25.)
87. ↑  ARIA Charts – Accreditations – 2023 Singles. Australian Recording Industry Association. [2020. augusztus 10-i dátummal az [ eredetiből] archiválva]. (Hozzáférés: 2023. május 3.)